# Taurina
La taurina es un compuesto orgánico que interviene en la formación de la bilis y en otras muchas funciones. Sin embargo, su presencia como alimento (en esos mismos tejidos) es baja y es sintetizada por casi todos los organismos.
En ciertas condiciones, los organismos no la logran sintetizar y por ese motivo se la considera semiesencial o circunstancialmente esencial. Similarmente, los felinos, incluidos los gatos, no la producen y debe estar incluida en su dieta. El aporte dietético de taurina es importante desde los animales marinos, tanto mariscos como pescados; también se la produce en forma sintética.
Siendo un precursor químico de la bilis, su insuficiencia ralentiza la digestión. Asimismo, se han observado trastornos y síntomas cardiocirculatorios como hipertensión o dolor torácico así como disfunción renal y anomalías del crecimiento. Se han descubierto una variedad de funciones en el sistema nervioso central desde su desarrollo, en la citoprotección y el daño severo a las neuronas de la retina cuando no es suficiente. Su exceso incrementa la cantidad de ácido úrico y causa artritis.
Su nombre deriva del latín taurus (que significa «toro») porque fue aislada por primera vez de la bilis del toro en 1827 por los científicos alemanes: Friedrich Tiedemann y Leopold Gmelin.
Se ha determinado la presencia de la taurina en algunos pequeños polipéptidos, pero hasta el momento no se ha identificado ninguna aminoacil ARNt sintetasa responsable de incorporarla en las proteínas.
En la literatura científica muchas veces se la clasifica como un aminoácido, pero al carecer del grupo carboxilo, no es estrictamente uno. Es un derivado del aminoácido cisteína que contiene el grupo tiol; y es el único ácido sulfónico natural conocido.

## Taurina en algunas bebidas
Se encuentra en cantidades pequeñas en las bebidas energizantes, pero en este caso se obtiene mediante procesos sintéticos en el laboratorio.
Existen estudios que detectan un efecto positivo de la mezcla de ingredientes presentes en las bebidas energéticas sobre el rendimiento, pero no aclaran en qué medida la taurina participa en este efecto. Un estudio realizado en el año 2001 investigó los efectos de una bebida energizante muy popular en Estados Unidos, que incluye taurina, cafeína y glucuronolactona entre sus ingredientes. Las mediciones incluyeron el rendimiento psicomotriz (tiempo de reacción, concentración y memoria), y la resistencia física. En comparación con bebidas control, la bebida estudiada mejoró la resistencia aeróbica y anaeróbica en cicloergómetros, y los parámetros cognitivos estudiados (Alford, 2001). Hay que tener en cuenta, en todo caso, que dicho estudio habla del efecto de la taurina en interacción con otros componentes de dicha bebida energética, y no de la misma en forma aislada. Otra investigación realizada con el método doble ciego, con la misma bebida energética del estudio anterior, indagó acerca del tiempo de reacción y las modificaciones del carácter, los estados de bienestar y la sensación de extraversión social. Concluyeron que la mezcla de los tres ingredientes de esta bebida, poseen efectos positivos sobre el rendimiento mental y el carácter. En la investigación se propone que estos efectos podrían estar mediados por la acción de la cafeína sobre receptores purinérgicos y por la modulación de la taurina de esos receptores. No obstante, su tamaño de muestra fue de 10 estudiantes (insuficiente) y no permite obtener absolutamente nada claro respecto la taurina debido a que no se estudia separadamente de la cafeína.
La taurina en bebidas energéticas puede ser efectiva para el ejercicio debido al incremento en el rendimiento de la actividad de la cafeína cuando está presente. Las bebidas energéticas se han asociado, entre otras cosas, a muertes de consumidores al ser consumidas en dosis elevadas, en especial junto con bebidas alcohólicas y a problemas de salud, como taquicardias o problemas dentales, si bien, estos riesgos no son exclusivos de esta clase de bebidas, ya que cualquier forma de consumo enriquecida en cafeína está en capacidad de inducir estos riesgos.[cita requerida] Su alto contenido en taurina también ha provocado que ciertos países lo consideren un suplemento y no una bebida recreativa.[cita requerida]
La cantidad de bebida energética que puede beber una persona sin perjuicio para su salud, como cualquier producto estimulante, depende de su sensibilidad a sus componentes (como la cafeína) y varía notablemente de un individuo a otro.

### Efectos de estas bebidas sobre la salud
Algunos expertos coinciden en afirmar que el peligro de las bebidas energéticas reside en su mezcla con otras sustancias, y en especial, con el alcohol: la mezcla de estimulantes con depresores del SNC puede provocar ritmos cardíacos anormales.
Un estudio reciente ha puesto de manifiesto el elevado consumo de bebidas energizantes por parte de la población, en especial niños y jóvenes: 2 de cada 10 niños de 3 a 10 años de edad consumen estos productos de forma habitual, y un 16 % de ellos lo hace en cantidades considerables (un promedio de 4 litros al mes). La AESAN (Agencia Española de Seguridad Alimentaria y Nutrición) y la EFSA (siglas en inglés de la Autoridad Europea de Seguridad Alimentaria) llaman la atención sobre este fenómeno y advierten de los peligros potenciales para la salud, por su alto contenido de cafeína y taurina
Según la Autoridad Europea de Seguridad Alimentaria a la taurina (añadida de forma artificial, como en las bebidas energizantes) no se le puede atribuir, con los datos disponibles a día de hoy, de ningún atributo o cualidad favorable para ningún aspecto de la salud. Algunos autores sitúan a las bebidas energizantes en el nivel de producto superfluo y con potenciales efectos negativos sobre la salud, siendo un tipo de producto no recomendable para niños y jóvenes. Esta conclusión está avalada por numerosos estudios científicos bien documentados.